# Yunohamella lyrica
Yunohamella lyrica là một loài nhện trong họ Theridiidae.
Loài này thuộc chi Yunohamella. Yunohamella lyrica được Charles Athanase Walckenaer miêu tả năm 1842.